# San Benedetto Val di Sambro
San Benedetto Val di Sambro (San Bandàtt in dialetto bolognese) è un comune italiano di 4 230 abitanti della città metropolitana di Bologna in Emilia-Romagna. È uno dei comuni membri dell'Unione dei comuni dell'Appennino Bolognese.

## Geografica fisica

### Territorio
Il comune di San Benedetto Val di Sambro appartiene al comprensorio di montagna della città metropolitana di Bologna. Il suo territorio (66,71 km²) raffigura grosso modo un quadrilatero irregolare con orientamento nord/sud. Il lato meridionale corre lungo il crinale dell'Appennino tosco-romagnolo e funge da confine con la città metropolitana di Firenze. A ovest il fiume Setta lo divide dal comune di Castiglione dei Pepoli, a est il Savena da quello di Monghidoro. A settentrione, confina con i comuni di Monzuno e Grizzana.
Il monte più elevato è monte Bastione (1190 m s.l.m.), seguito dal monte dei Cucchi (1140 m s.l.m.). Le valli del Savena e del Setta lo attraversano ai lati da sud a nord. Nel mezzo si trovano le valli del Sambruzzo e del Sambro, che dà il nome al Comune. Tra gli altri corsi d'acqua ricordiamo il Rio Voglio che dà il nome alla frazione di Pian del voglio. Degno di nota anche il lago di Castel dell'Alpi.
La flora locale si caratterizza per l'elevata presenza di querce, mesofile e xerofile, boschi di castagno, di faggio e abete.
La fauna è caratterizzata dalla presenza di molti animali selvatici, sia di piccola taglia, come le lepri e i fagiani, sia di taglie maggiori, come cinghiali e cervi. Di grande rilevanza la presenza di alcuni rapaci rari.

### Clima
Il comune di San Benedetto Val di Sambro presenta un clima appenninico, con inverni rigidi, e estati gradevoli. È facile che in inverno avvengano precipitazioni nevose anche abbondanti, specialmente nelle zone più alte del comune. Durante la stagione estiva, difficilmente la temperatura e l'umidità raggiungono il livello della pianura padana. La temperatura difficilmente supera i 30°.

## Storia

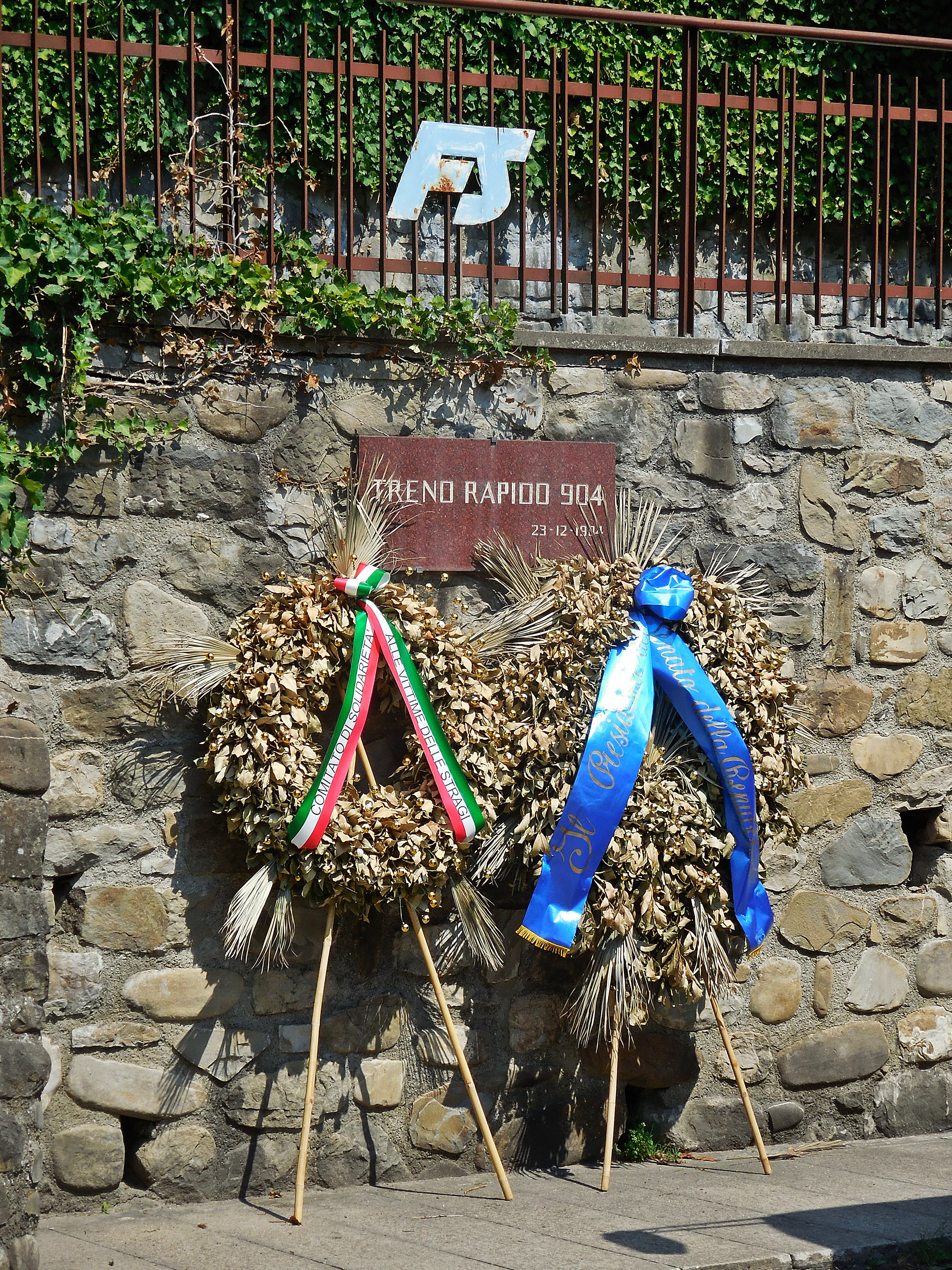
La targa di fronte alla stazione in memoria alla Strage del Rapido 904

Abbiamo poche fonti sul territorio risalenti al periodo antecedente il basso medioevo. Tuttavia resta degna di menzione la scoperta dei tratti di un'antica strada romana, la cosiddetta Flaminia Minore o militare, nei pressi dell'abitato di Pian di Balestra.
Sappiamo che il territorio era sotto il dominio degli Alberti di Prato, almeno fino al 1381 quando passò sotto il controllo del comune di Bologna. Successivamente fu dato in feudo alla famiglia dei Bianchi, che mantennero il possesso della Contea di Piano per tutta l'età pontificia, fino all'unità d'Italia.
Il centro demico più rilevante fino al XIX secolo infatti è stato Piano, a cui è stata aggiunta la dicitura "del Voglio" dal nome di un torrente vicino, al fine di non confonderlo con altri centri abitati. Sappiamo che nel 1828 era sede di Podesteria all'interno della Legazione di Bologna, e lo status comunale fu confermato al passaggio sotto il nuovo stato italiano.
Nel 1871 tuttavia la sede comunale fu spostata a San Benedetto con il pretesto di una insurrezione a carattere locale; solo nel 1924 però ricevette la denominazione attuale.

### Età contemporanea
Lo spostamento della sede municipale e il conseguente rafforzamento dell'abitato di San Benedetto fu favorito anche dalla costruzione della Ferrovia Direttissima che collega Bologna con Firenze.
La stazione che serve il comune sulla linea ferroviaria è rimasta tristemente famosa per via di due attentati terroristici susseguiti nel giro di una decina di anni: il 4 agosto 1974 una bomba esplose sul treno Italicus Roma-Monaco di Baviera uccidendo 12 persone e ferendone 44; L'attentato fu rivendicato da una organizzazione terroristica neofascista.
Poco più di dieci anni più tardi, il 23 dicembre 1984, nei pressi della stazione esplose una bomba sul treno rapido 904 Napoli-Milano, pieno di passeggeri in gran parte in viaggio per le vacanze natalizie, causando 17 morti e 267 feriti.
Nel 1994 una grande frana, in località Ca' di Sotto, bloccò il corso del torrente Sambro, generando un lago; in seguito alle intense precipitazioni di ottobre 2024, la frana riprese a scorrere, formando nuovamente il lago .

### Simboli
Lo stemma del comune è stato concesso con regio decreto del 20 dicembre 1928.
Lo stemma riunisce gli emblemi di due diverse comunità: Poggio de' Rossi, che aveva adottato lo stemma semplificato dei conti Rossi di San Secondo, e Pian del Voglio con la ruota d'oro riferita al verbo latino volvere ("girare", "valicare") alludente anche al vicino passo appenninico. Il capo d'Angiò (pezza comune a vari stemmi municipali della Provincia di Bologna) ricorda la protezione accordata a Bologna e al suo territorio da Carlo VI d'Anjou re di Napoli, contro le mire dei Visconti di Milano.
Il gonfalone è un drappo di azzurro.

## Monumenti e luoghi d'interesse

### Architetture religiose
Nel territorio comunale hanno sede le seguenti chiese:
- Chiesa di Sant’Agata di Monteacuto Vallese
  - Oratorio di San Rocco
- Chiesa di Sant’Andrea Val di Sambro
- Chiesa di San Benedetto Abate e torre campanaria nel capoluogo
- Chiesa di San Biagio a Castel dell'Alpi, unico edificio a salvarsi dopo la frana che fece creare l'invaso. Tuttavia una nuova chiesa, dedicata anch'essa a san Biagio, è stata costruita nel nuovo abitato.
- Chiesa di Santa Cristina di Ripoli
  - Chiesa di Santa Maria Maddalena
  - Santuario della Madonna di Ripoli o della Serra
- Chiesa di San Giovanni Battista di Pian del Voglio
- Chiesa di San Giorgio di Montefredente
  - Chiesa di Santa Maria Assunta
- Chiesa di San Gregorio di Qualto

#### Santuario della Madonna dei Fornelli
Conosciuto anche come chiesa della Madonna della Neve a causa della leggenda che vorrebbe una miracolosa nevicata agostana la scelta di edificare in quel punto un luogo di culto da consacrare a Maria.
Le prime testimonianze parlano del 1630 come anno di edificazione di un nuovo santuario, forse in sostituzione di un precedente oratorio, in un contesto che vedeva il culto mariano come ringraziamento e protezione dalla peste.
Successivamente allo sviluppo del centro abitato a partire dal XX secolo, nel dopoguerra è stato eretto a parrocchia, venendo rimaneggiato più volte nel corso del tempo ma rimanendo sostanzialmente nelle forme seicentesche.
Alla parrocchia di Madonna dei Fornelli afferiscono quali sussidiarie le chiese di San Lorenzo della Villa, Santa Maria Assunta di Zaccanesca e San Paolo di Cedrecchia (le ultime due già parrocchiali e soppresse nel 1986).

### Architetture civili
Tra gli edifici di particolare interesse presenti sul territorio troviamo:
- Palazzo Ranuzzi de' Bianchi a Pian del Voglio
- Palazzo di Suvizzano a Monteacuto Vallese
- Ca' La Torre a Pian del Voglio
- Ca' de Morelli a Pian di Boso
- Ca' di Bastiano a Qualto

### Siti archeologici

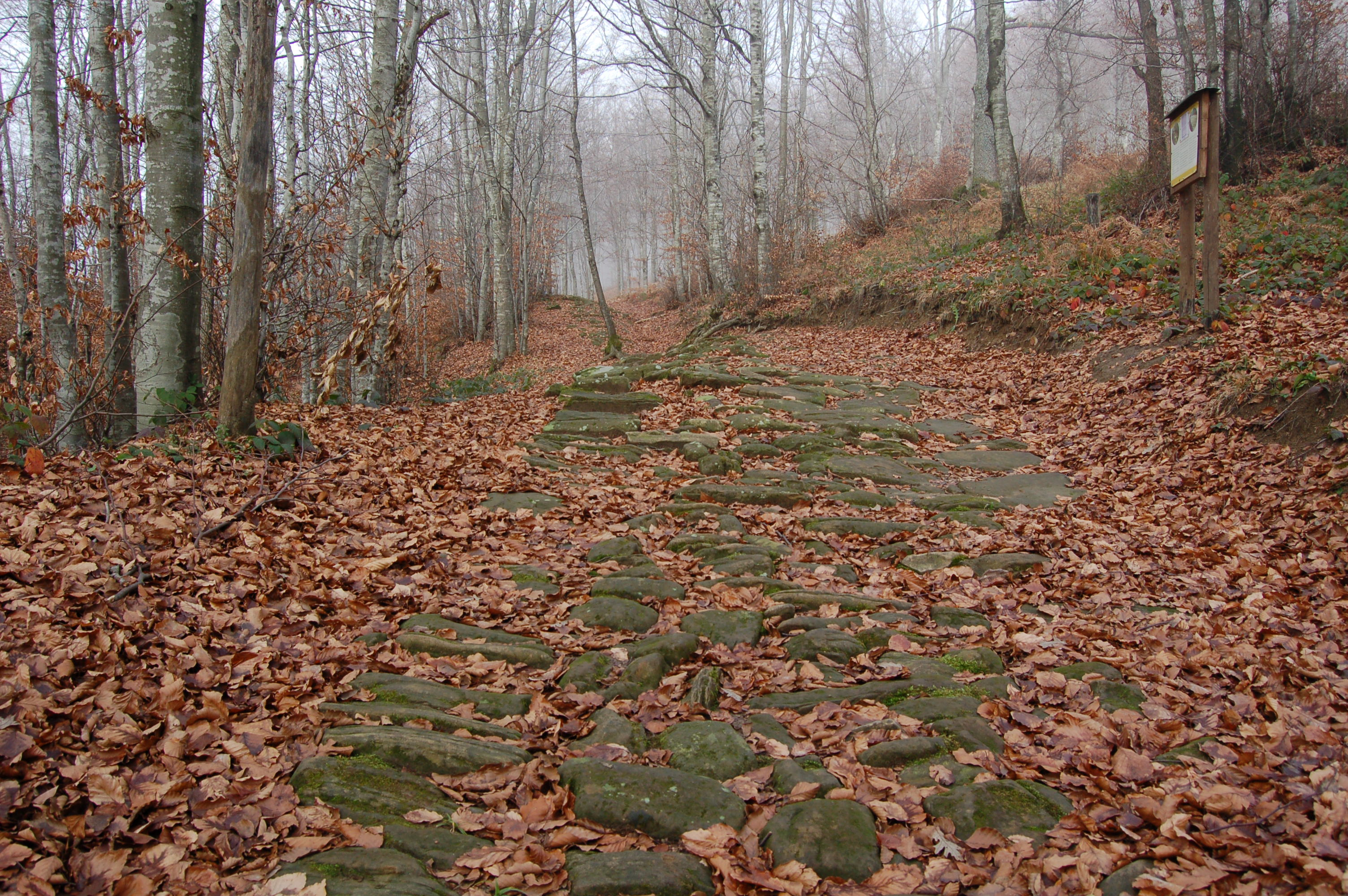
Un tratto della Flaminia minor o "militare"

#### Resti dellaFlaminia Minor
Nel 1979 due archeologi dilettanti, originari della zona, decisero sulla base di ricerche personali di effettuare degli scavi presso le pendici del Monte Bastione, rinvenendo alcuni tratti di basolato: venne così scoperta una strada romana che loro definirono Flaminia militare, suscitando un vivo dibattito all'interno della comunità archeologica.
Oggi un percorso naturale che si snoda tra i comuni di Monzuno e San Benedetto e che arriva fino in Toscana permette di visitare liberamente i resti rimasti dell'antica strada romana.

## Società

### Evoluzione demografica
Abitanti censiti

## Cultura

### Istruzione
Le scuole del territorio comunale sono amministrate da un unico istituto comprensivo che fa riferimento anche ai comuni di Castiglione dei Pepoli e Camugnano. Sono presenti quattro scuole dell'infanzia nelle frazioni di Madonna dei Fornelli, Monteacuto, Montefredente e Pian del Voglio; Un plesso che unisce scuola primaria e scuola secondaria nel capoluogo ed un altro a Pian del Voglio comprendente sempre una scuola primaria ed una secondaria.
Nel comune è presente anche una biblioteca comunale appartenente al distretto culturale della montagna della Città metropolitana di Bologna.

## Economia

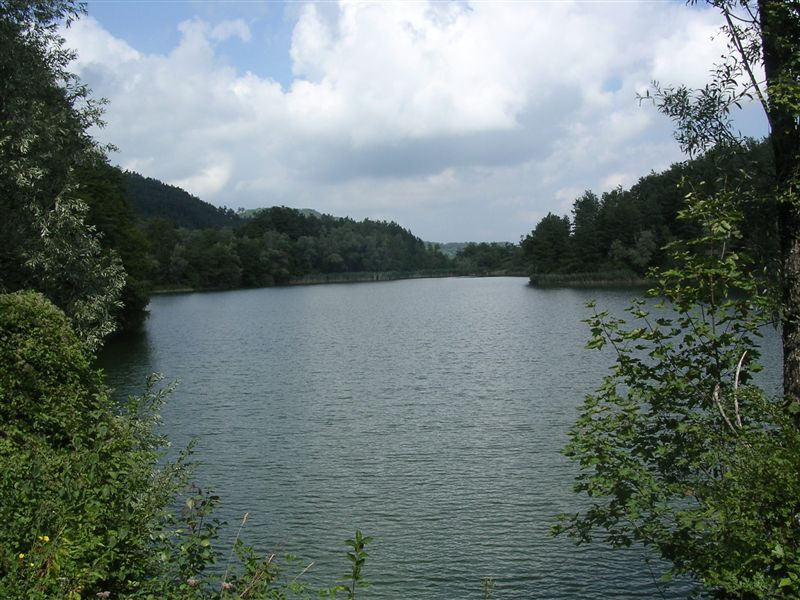
Lago di Castel dell'Alpi

### Turismo
Il comune presenta una forte vocazione turistica, soprattutto di stampo naturalistico. Oltre alla normale villeggiatura estiva infatti il territorio presenta numerosi percorsi per camminate, il più famoso dei quali è certamente la Via degli Dei, che transita da Madonna dei Fornelli e Pian di Balestra.
Un'altra meta di rilievo è il lago di Castel dell'Alpi, formatosi a causa di una frana negli anni '50 del Novecento.

## Infrastrutture e trasporti

### Strade
Il territorio comunale è attraversato dall'Autostrada del sole, da cui è servita tramite il casello di Pian del Voglio. Il comune è altresì raggiungibile dalla Variante di valico tramite il casello della Badia, al confine col comune di Castiglione dei Pepoli.

### Ferrovie
Il comune è servito dalla linea ferroviaria Bologna-Firenze tramite la Stazione di San Benedetto val di Sambro. Dopo la stazione inizia la Grande galleria dell'Appennino per poi tornare in superficie presso Vernio, in provincia di Prato.
Dalla stazione transitano principalmente treni regionali per Prato e Bologna, serviti anche dal servizio ferroviario metropolitano di Bologna (Linea S1B).

### Mobilità urbana
Il servizio di trasporto pubblico è organizzato da TPER che organizza corse regolari per Castiglione dei Pepoli, Loiano, Bologna e la stazione ferroviaria, attraversando il capoluogo e le principali frazioni.

## Amministrazione
Di seguito è presentata una tabella relativa alle amministrazioni che si sono succedute in questo comune.
| Periodo        | Periodo        | Primo cittadino         | Partito                                        | Carica  | Note   |
| -------------- | -------------- | ----------------------- | ---------------------------------------------- | ------- | ------ |
| 2 luglio 1985  | 11 giugno 1990 | Massimiliano Stefanelli | Democrazia Cristiana                           | Sindaco | [ 18 ] |
| 11 giugno 1990 | 24 aprile 1995 | Luciano Poli            | Partito Socialista Democratico Italiano        | Sindaco | [ 18 ] |
| 24 aprile 1995 | 14 giugno 1999 | Luciano Poli            | centro-sinistra                                | Sindaco | [ 18 ] |
| 14 giugno 1999 | 14 giugno 2004 | Luciano Poli            | Unione Democratica per la Repubblica           | Sindaco | [ 18 ] |
| 14 giugno 2004 | 8 giugno 2009  | Gianluca Stefanini      | Unione Democratica                             | Sindaco | [ 18 ] |
| 8 giugno 2009  | 26 maggio 2014 | Gianluca Stefanini      | lista civica                                   | Sindaco | [ 18 ] |
| 26 maggio 2014 | 27 maggio 2019 | Alessandro Santoni      | lista civica di centro-destra Crescere insieme | Sindaco | [ 18 ] |
| 27 maggio 2019 | in carica      | Alessandro Santoni      | lista civica di centro-destra Crescere insieme | Sindaco | [ 18 ] |

## Sport
Nel territorio comunale sono presenti due società calcistiche: la A.S.D. United Montefredente militante in Seconda Categoria e avente sede nella frazione omonima, e la A.S.D. San Benedetto val di Sambro, la cui prima squadra è attualmente in Prima Categoria, che opera nel capoluogo e che gestisce anche il settore giovanile col nome di A.S.D. Valsambro.
Altre realtà sono la Polisportiva Tre Valli a Ripoli e l'U.S.C.A. ovvero Unione Sportiva Castel dell'Alpi.